# No Regrets
«No Regrets» —en español: «Sin arrepentimientos»— es un sencillo de Robbie Williams de 1998. Fue lanzado como segundo sencillo de I've Been Expecting You. Se volvió otro top cinco para Williams en el Reino Unido.
La canción presenta vocales de Neil Tennant de los Pet Shop Boys y Neil Hannon de The Divine Comedy.
Contiene como B-side, "Antmusic", que también aparece en el banda sonora de la película animada A Bug's Life. Es una versión de Adam and the Ants.
La letra de la canción es acerca de los sentimientos de Williams acerca de su época en (y su eventual partida de) su exbanda Take That. Frecuentemente le dedica esta canción a los otros miembros (Mark Owen, Gary Barlow, Jason Orange y Howard Donald) en versiones en vivo. Tras reconciliarse con los integrantes de Take That, Williams reemplaza con frecuencia la línea final 'I guess the love we once had is officially dead' (Creo que el amor que alguna vez tuvimos está oficialmente muerto) con 'I guess the love we once had is officially alive!' (Creo que el amor que alguna vez tuvimos está oficialmente vivo!')

## Video musical
El video cuenta con Williams en la primera realización en Las Vegas como espectáculo de un show. A continuación, se da cuenta de que no puede fingir ser feliz y abandona el escenario. Se acerca a una estación de gasolina, consigue un poco de esta, y comienza a caminar a través de las multitudes, por caminos, etc; dejando una línea de gasolina por todo el camino que recorre. Por último, una chispa en la estación de gasolina se enciende, pasando por todos los lugares recorridos por Williams, durante la última parte de la canción, que refleja el símbolo de los acontecimientos pasados eclipsando infaliblemente el presente.

## Desempeño en las listas
Cuando el sencillo fue lanzado el 30 de noviembre de 1998, alcanzó el número cuatro en la lista de UK Singles Chart y llegó a vender más de 200,000 copias son de plata certificada por el BPI. El éxito en todo el mundo era limitado, pero la canción recibió airplay de sustancial para mantener el disco en el ojo público por unas cuantas semanas.

## Formatos y listas de canciones
UK CD1

(Lanzado 30 de noviembre de 1998)
1. «No Regrets» - 5:10
2. «Antmusic» - 3:31
3. «Deceiving Is Believing» - 4:30

UK CD2

(Limited Edition - Lanzado 30 de noviembre de 1998)
1. «No Regrets» - 5:10
2. «Sexed Up» [Demo Versión] - 2:14
3. «There She Goes» [Live at the Forum] - 2:54
4. «There She Goes» [Live at the Forum - Enhanced Video] - 2:54

## Certificación y ventas
| País        | Certificación | Ventas   |
| ----------- | ------------- | -------- |
| Reino Unido | Platino       | 200 000+ |

## Posicionamiento en listas
| Listas (1998)             | Mejor posición |
| ------------------------- | -------------- |
| UK Singles Chart          | 4              |
| Austrian Singles Chart    | 34             |
| Dutch Singles Chart       | 71             |
| French Singles Chart      | 67             |
| German Singles Chart      | 60             |
| Italian Singles Chart     | 21             |
| New Zealand Singles Chart | 29             |
| Swedish Singles Chart     | 43             |